# Halvesbostel
Halvesbostel település Németországban, azon belül Alsó-Szászország tartományban. Lakosainak száma 770 fő (2023. december 31.). Halvesbostel Regesbostel és Heidenau községekkel határos.

## Népesség
A település népességének változása:
| Lakosok száma | 768  | 754  | 749  | 745  | 777  | 770  |
|               | 2016 | 2017 | 2019 | 2021 | 2022 | 2023 |